# 난파선

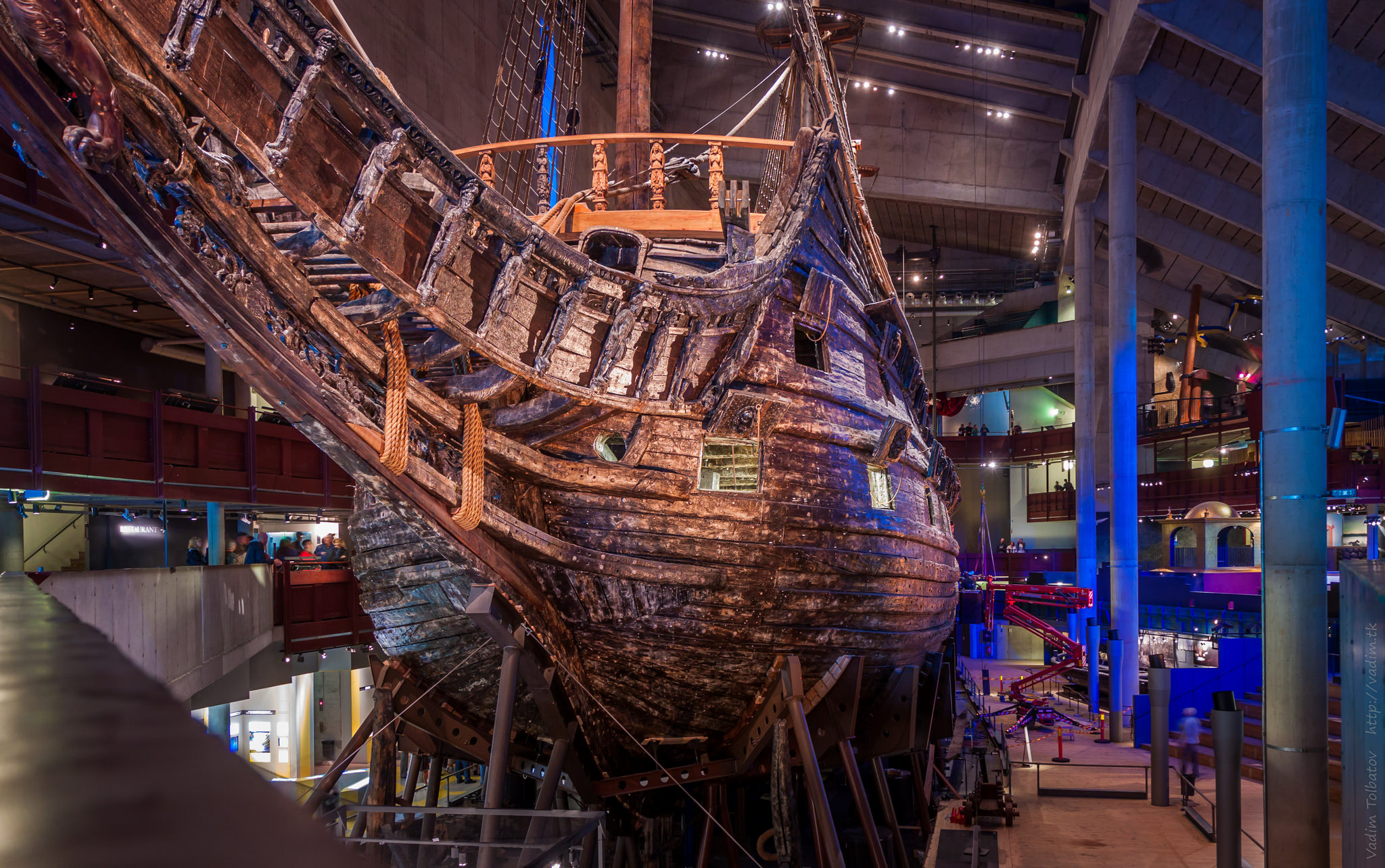
스웨덴 스톡홀름에 전시된 18세기 전함 바사호(Vasa)

난파선(Shipwreck)은 난파되어 가라앉거나 망가진 선박이다. 나무는 일반적으로 다 부패되기 쉬우며 철은 부식이 된 채로 유지되고, 그 외의 금속은 더 오래 보존되는 경우가 있다.
난파선은 육지에 해변에 있거나 수역 바닥에 가라앉은 선박의 잔해이다. 난파선은 의도적일 수도 있고 의도하지 않을 수도 있다. 수중 고고학의 역사를 전문으로 하는 과학 저술가이자 작가인 안젤라 크룸(Angela Croome)에 따르면 1999년 1월 기준 전 세계적으로 약 300만 척의 난파선이 있었다고 한다(이 추정치는 유네스코 및 기타 조직에서 신속하게 승인함).
배의 선원이 죽거나 배를 버리고 배가 표류했지만 침몰하지 않은 경우 대신 유령선이라고 한다.

## 같이 보기
- 선장은 배와 운명을 함께한다
- 폐선박
- 난파
- 수중고고학